# Romance de Alexandre

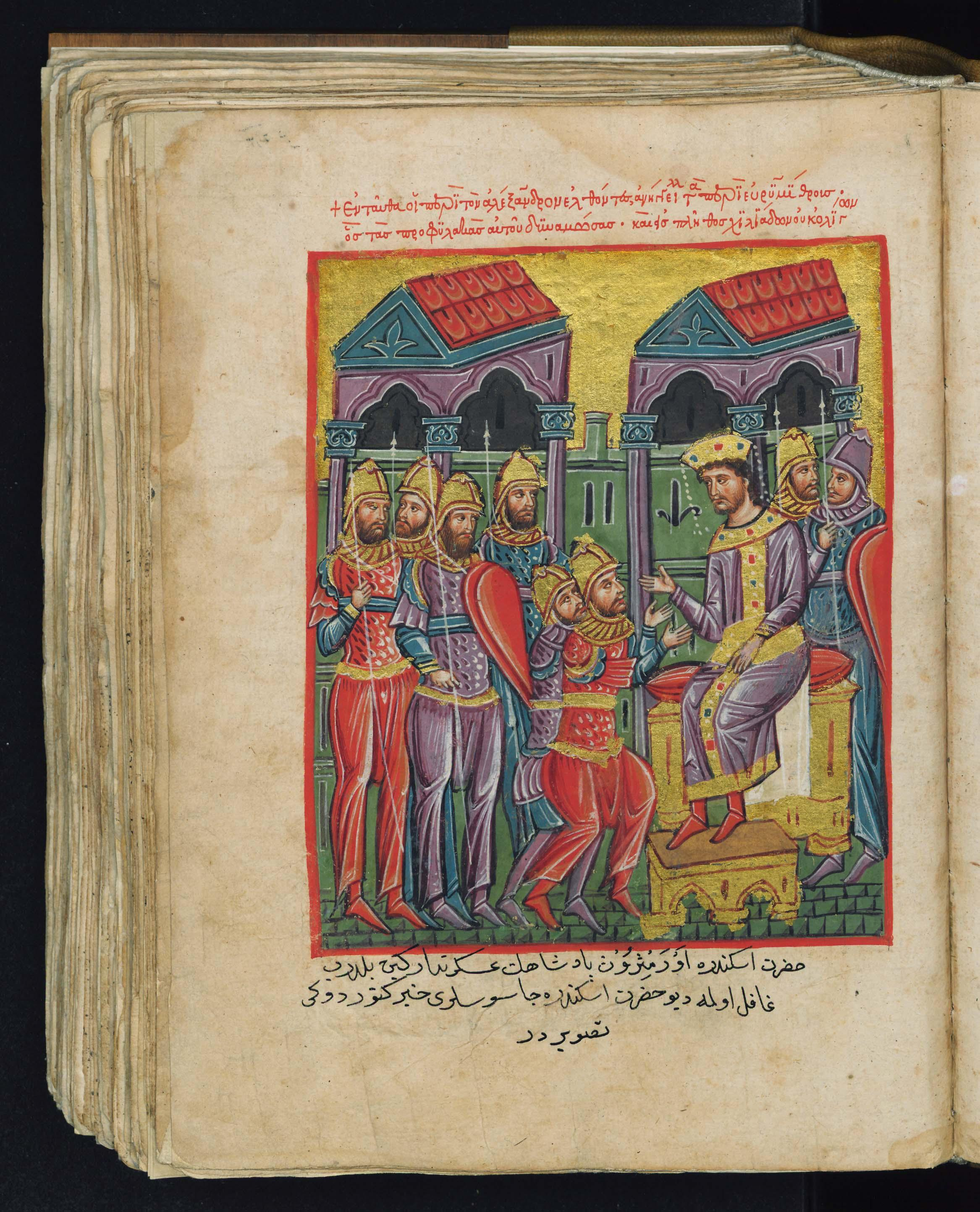
Iluminura de manuscrito bizantino do Romance de Alexandre, século XIV

O Romance de Alexandre é uma coleção de lendas sobre as façanhas míticas de Alexandre, o Grande. Sua primeira versão conhecida foi escrita em grego no século III, mas a verdadeira data de composição pode ser até mesmo pouco depois da morte de Alexandre, seis séculos antes. Vários manuscritos do século XV atribuem a obra ao historiador Calístenes, membro da corte de Alexandre, mas sabe-se que Calístenes foi executado anos antes da morte do rei e, sendo assim, não poderia ter escrito um relato completo de sua vida e morte. Por isso, às vezes o autor da obra é denominado pseudo-Calístenes.
O texto conheceu um grande número de versões que vão do século IV, quando aparece a primeira versão em latim, ao século XVI, escrito tanto em grego e latim quanto em armênio, siríaco e na maioria das línguas europeias.

## As lendas sobre Alexandre
Alexandre já havia se tornado uma lenda em sua própria época. Na biografia que escreveu sobre o rei, hoje perdida, Calístenes retratava o mar da Cilícia se curvando perante Alexandre em prosquínese. Onesícrito, outro autor que escreveu após a morte do rei, foi mais longe: inventou uma contenda entre Alexandre e Taléstris, a rainha das míticas amazonas. De acordo com Plutarco, quando Onesícrito leu essa passagem para seu mentor, Lisímaco, que havia sido um dos principais generais de Alexandre e depois se tornou ele próprio um rei, este retrucou, "Imagino onde estaria eu nessa época" (Vida de Alexandre, XLVI).
Por toda a Antiguidade clássica e a Idade Média, o Romance passou por várias expansões e revisões e foi muito popular, exibindo uma versatilidade inédita nas formas literárias mais 'elevadas'. Existem três versões principais conhecidas, que se desenvolveram em diferentes tradições no ocidente medieval e no mundo oriental. A primeira delas tem um tom mais convencional e retórico, já a segunda e principalmente a terceira incorporam tradições lendárias e relatos inventados, como as cartas para Olímpia e de Aristóteles, respectivamente mãe e tutor de Alexandre. A terceira versão é quase totalmente fantasiosa e contém partes vindas da tradição judaico-cristã que se desenvolveu paralelamente em torno da figura do rei.
Michel Zimmermann, em seu livro, Chronologie du Moyen Âge, aponta como seu aparecimento na Idade Média a escala provável entre o ano 1.170 e o ano 1.200.

## Versões da obra
- No Ocidente medieval europeu: uma versão latina do século X é a base das traduções vernaculares na maioria das línguas europeias, incluindo francês (século XII), inglês e escocês antigo (século XIII), italiano, espanhol e alemão antigo. Essa versão também se estendeu para regiões do Leste Europeu, com traduções em eslavo, romeno e húngaro. O modelo da obra foi influência fundamental no desenvolvimento dos 'romances de cavalaria' medievais.
- No Oriente Médio e na Ásia Central: a versão em siríaco gerou recensões em árabe, persa (o Iskandarnamah), etiópico, hebraico (na primeira parte do Sefer HaAggadah), turco e mongol (século XIII).

## Traduções
- Harf-Lancner, Laurence (1994). Le roman d'Alexandre, Livre de poche. ISBN 2-253-06655-9.
- Stoneman, Richard (editor and translator) (1991). The Greek Alexander Romance. New York: Penguin. ISBN 0-14-044560-9.